# Lucas Batbedat
Lucas Batbedat, né le 1er août 2008 à Orthez en France, est un footballeur français qui évolue au poste d'arrière gauche au Paris Saint-Germain.

## Biographie

### En club
Né à Orthez en France, Lucas Batbedat commence le football avec le club local de l'Élan béarnais Orthez. Il est ensuite formé par les Girondins de Bordeaux, où il officie notamment comme capitaine de l'équipe des moins de 17 ans, avant de rejoindre en août 2024 le Paris Saint-Germain, où il poursuit sa formation.

### En sélection
Il représente notamment l'équipe des moins de 17 ans. Il est convoqué avec cette équipe pour participer au Championnat d'Europe des moins de 17 ans qui a lieu en mai et juin 2025,. La France atteint la finale de la compétition après sa victoire face à la Belgique (3-2).

## Palmarès
France -17 ans
- Championnat d'Europe
  - Finaliste en 2025